# トレインタ・イ・トレス
トレインタ・イ・トレス（西: Treinta y Tres）はウルグアイ東部に位置する都市。トレインタ・イ・トレス県の県都である。
「トレインタ・イ・トレス」とはスペイン語で「33」を意味し、19世紀にブラジルの支配から解放した33人の東方人に因んでいる。

## 著名な出身者
- ダリオ・シルバ - 元ウルグアイ代表のサッカー選手。